# تاريخ التعددية الدينية

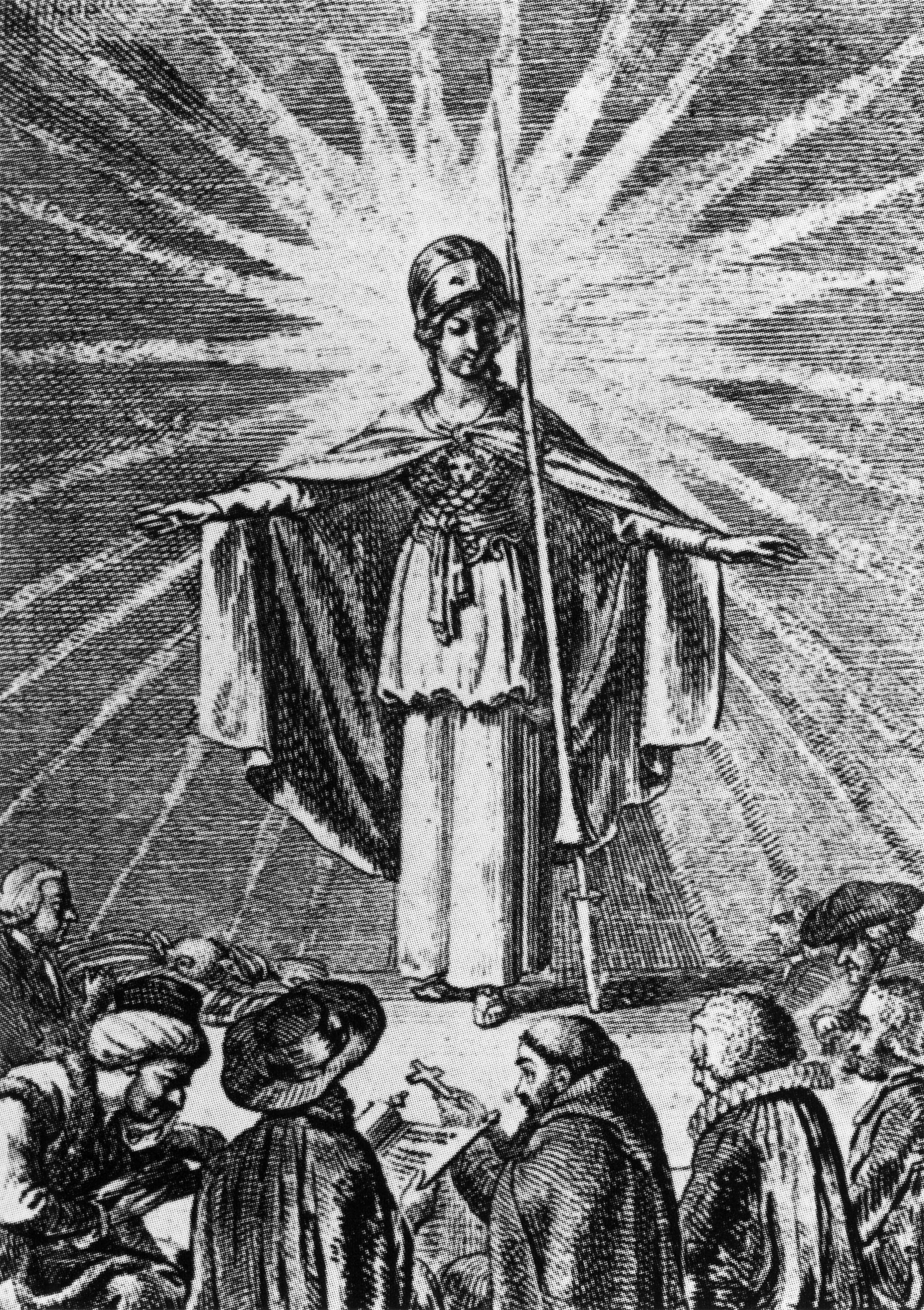
مينرفا كرمز للحكمة المستنيرة تحمي المؤمنين من جميع الأديان (دانيال شودوفسكي، 1791)

إن تاريخ التعددية الدينية هو ثمرة تطور طويل يمتد من العصور القديمة إلى الاتجاهات المعاصرة في فترة ما بعد الحداثة.

## آسيا

### الهند
كانت الهند مكانًا للجهود الدينية الخصبة منذ الجزء الأخير من الفترة الفيدية. كانت اليانية والبوذية، اللتان كانتا جزءًا من حركة سرامانا، من دياناتهما البدائية بدافع الرحمة لجميع المخلوقات وكذلك المؤمنين بالعقلانية المتأصلة اعتدال الدين الحقيقي. الهند، في الواقع، منزل أول بيان مكتوب عن التعددية الدينية والتسامح والحوار بين الأديان. ينص مرسوم الصخرة الثاني عشر من قبل الإمبراطور أشوكا على ما يلي:
''إن حبيب الآلهة، الملك بياداسي (آشوكا)، يكرم كل من الزاهد وأصحاب البيوت من جميع الأديان، ويكرمهم بالهدايا والأوسمة من مختلف الأنواع. لكن حبيب الآلهة، الملك بياداسي، لا يقدر الهدايا ويكرم بقدر ما يقدر هذا أنه يجب أن يكون هناك نمو في أساسيات جميع الأديان. يمكن أن يتم النمو في الأساسيات بطرق مختلفة، ولكن كل منها لديه جذر ضبط النفس في الكلام، أي عدم الإشادة بدين المرء، أو إدانة دين الآخرين دون سبب وجيه. وإذا كان هناك سبب للانتقاد، فيجب أن يتم ذلك بطريقة معتدلة. ولكن من الأفضل احترام الأديان الأخرى لهذا السبب. من خلال القيام بذلك، يستفيد دين المرء، وكذلك الأديان الأخرى، في حين أن القيام بذلك يضر بدين المرء وديانات الآخرين. من يمدح دينه، بسبب الإخلاص المفرط، ويدين الآخرين بفكرة «دعني أمجد ديني»، لا يؤذي دينه إلا. لذلك الاتصال بين الأديان جيد. يجب على المرء أن يستمع ويحترم العقائد التي أعلنها الآخرون. إن حبيب الآلهة، الملك بياداسي، يرغب في أن يتعلم الجميع جيدًا في المذاهب الجيدة للأديان الأخرى.
تم تعزيز التسامح الديني بدرجات متفاوتة خلال العديد من المستوطنات الإسلامية (دلهي سلطنة 1276-1526م، والإمبراطورية المغولية 1526-1857م). في القرن الثامن، تأسست الزرادشتية في الهند حيث فر الزرادشتيون من بلاد فارس إلى الهند بأعداد كبيرة، حيث تم منحهم اللجوء. استمرت المرحلة الاستعمارية التي بدأها البريطانيون حتى عام 1947 وعززت التحويلات إلى المسيحية بين الطبقات الهندوسية. في عام 1948، عاش ما يقرب من 20000 يهودي بيني وكوشين في الهند، على الرغم من أن معظمهم هاجروا منذ ذلك الحين إلى إسرائيل.
على الرغم من أن البوذية وشنتو في اليابان قد تعايشوا مع بعضهم لقرون، أدى وصول المسيحية من خلال فرانسيس كزافييه إلى اضطهاد واسع النطاق للمسيحيين والاستبعاد النهائي للمسيحية لمئات السنين حتى عهد ميجي، كما رأى حكام اليابان كتهديد. كما تم اضطهاد المسيحيين والبوذيين تحت ولاية شنتو.

### إمبراطورية المغول
كان المغول متسامحين للغاية لمعظم الأديان خلال الإمبراطورية المغولية المبكرة، وكانوا يرعون عادة العديد من الديانات في نفس الوقت. لتجنب الفتنة، أنشأ جنكيز خان مؤسسة تضمن الحرية الدينية الكاملة، على الرغم من أنه هو نفسه شاماني. تحت إدارته، تم إعفاء جميع القادة الدينيين من الضرائب ومن الخدمة العامة. كان الأباطرة المغول معروفين بتنظيم مسابقات للمناظرات الدينية بين رجال الدين، وهذا جذب جمهورًا كبيرًا.

## العالم الإسلامي

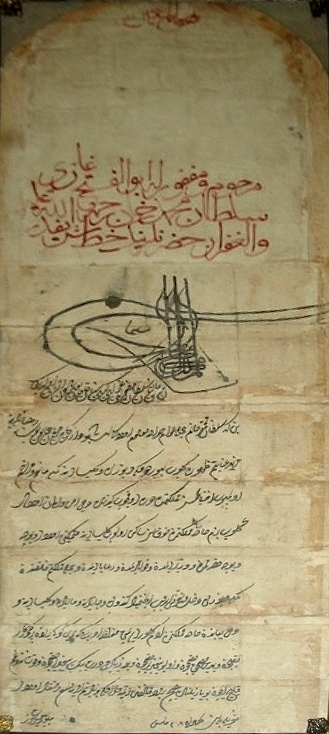
أهدن محمد الثاني إلى الرهبان الكاثوليك في البوسنة التي تم غزوها مؤخرًا عام 1463، ومنحهم الحرية الدينية الكاملة والحماية.

كانت التعددية الدينية موجودة في الشريعة الإسلامية في العصور الوسطى والأخلاق الإسلامية، حيث أن القوانين الدينية ومحاكم الأديان الأخرى، بما في ذلك المسيحية واليهودية والهندوسية، يتم استيعابها عادة في الإطار القانوني الإسلامي، كما هو موضح في الخلافة والأندلس والإمبراطورية العثمانية وشبه القارة الهندية.
في المجتمعات الإسلامية في العصور الوسطى، عادة ما لا يستطيع القاضي (القضاة الإسلاميون) التدخل في شؤون غير المسلمين ما لم يختار الطرفان الحكم طوعًا وفقًا للشريعة الإسلامية، وبالتالي فإن أهل الذمة الذي يعيشون في الدول الإسلامية عادة ما يكون لديهم قوانينهم الخاصة المستقلة عن الشريعة، مثل اليهود الذين سيكون لديهم محاكم هالاخا الخاصة بهم. سمحت الإمبراطوريات الإسلامية لغير المسلمين بأن يكون لديهم قوانينهم ومحاكمهم الخاصة مقابل ضريبة اقتراع في جزية.
سمح للذميين بإدارة محاكمهم الخاصة وفقًا لأنظمتهم القانونية الخاصة بهم في القضايا التي لا تنطوي على مجموعات دينية أخرى، أو الجرائم الكبرى أو التهديدات للنظام العام. سمح لغير المسلمين بممارسة الشعائر الدينية التي عادة ما يحظرها القانون الإسلامي، مثل استهلاك الكحول وأكل لحم الخنزير، وكذلك الممارسات الدينية التي وجدها المسلمون بغيضة، مثل الممارسة الزرادشتية «لزواج المحارم» من سفاح القربى حيث يمكن للرجل أن يتزوج أمه أو أخته أو ابنته. وفقا للباحث الشرعي الإسلامي الشهير ابن القيم (1292-1350)، يحق لغير المسلمين الانخراط في مثل هذه الممارسات الدينية حتى لو كانت تسيء إلى المسلمين، في ظل ظروف عدم عرض مثل هذه القضايا على المحاكم الشرعية الإسلامية وأن هذه اعتقدت الأقليات أن الممارسة المعنية مسموح بها وفقًا لدينهم.